# Ernst Hiller

Die Sieger des Eläintarhanajo 1958: (v. l. n. r.) Jacques Drion, Inge Stoll, Ernst Hiller und Austin Carson

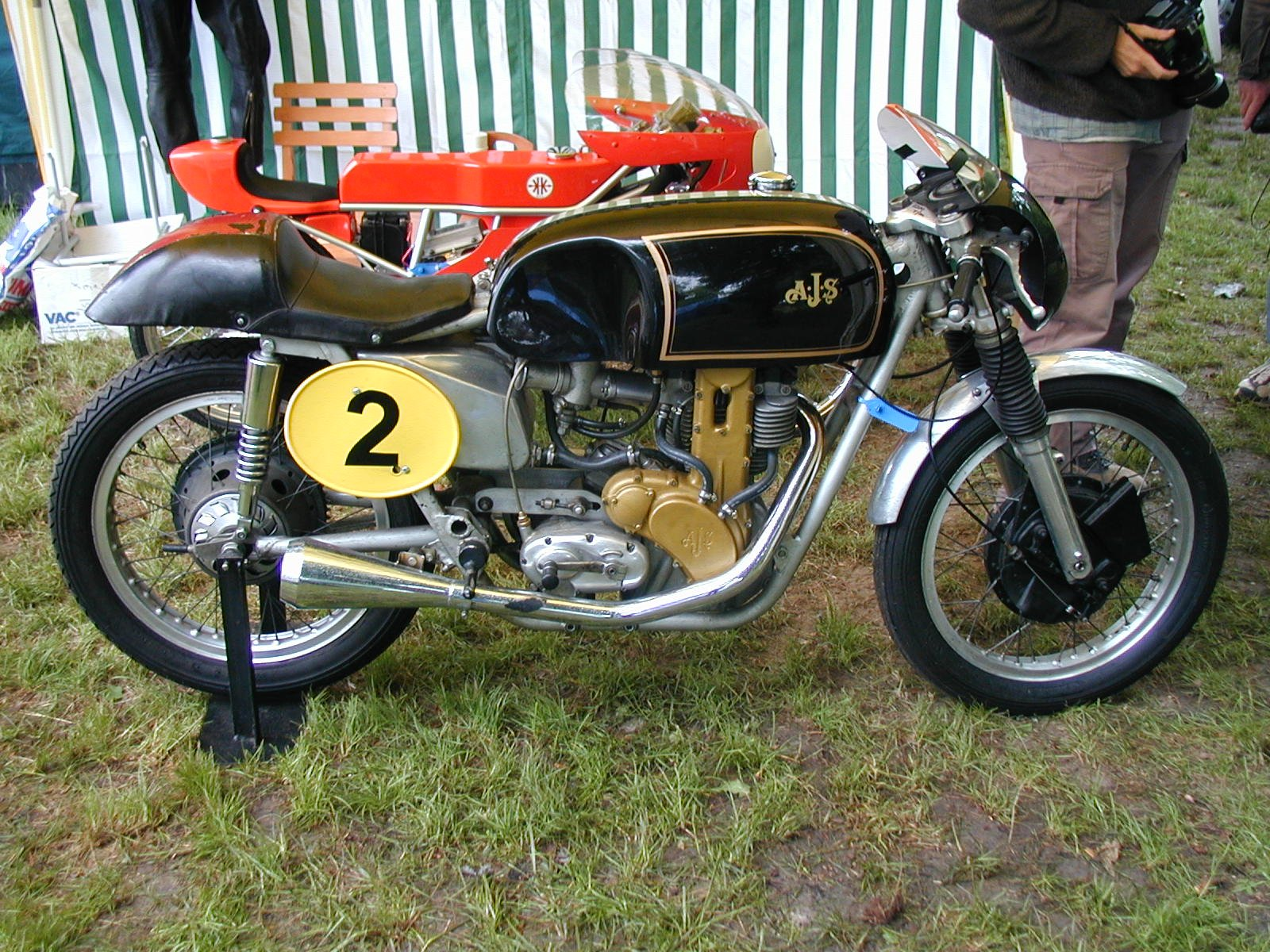
Ein A.J.S. Boy Racer wie ihn Hiller 1953 und 1954 pilotierte.

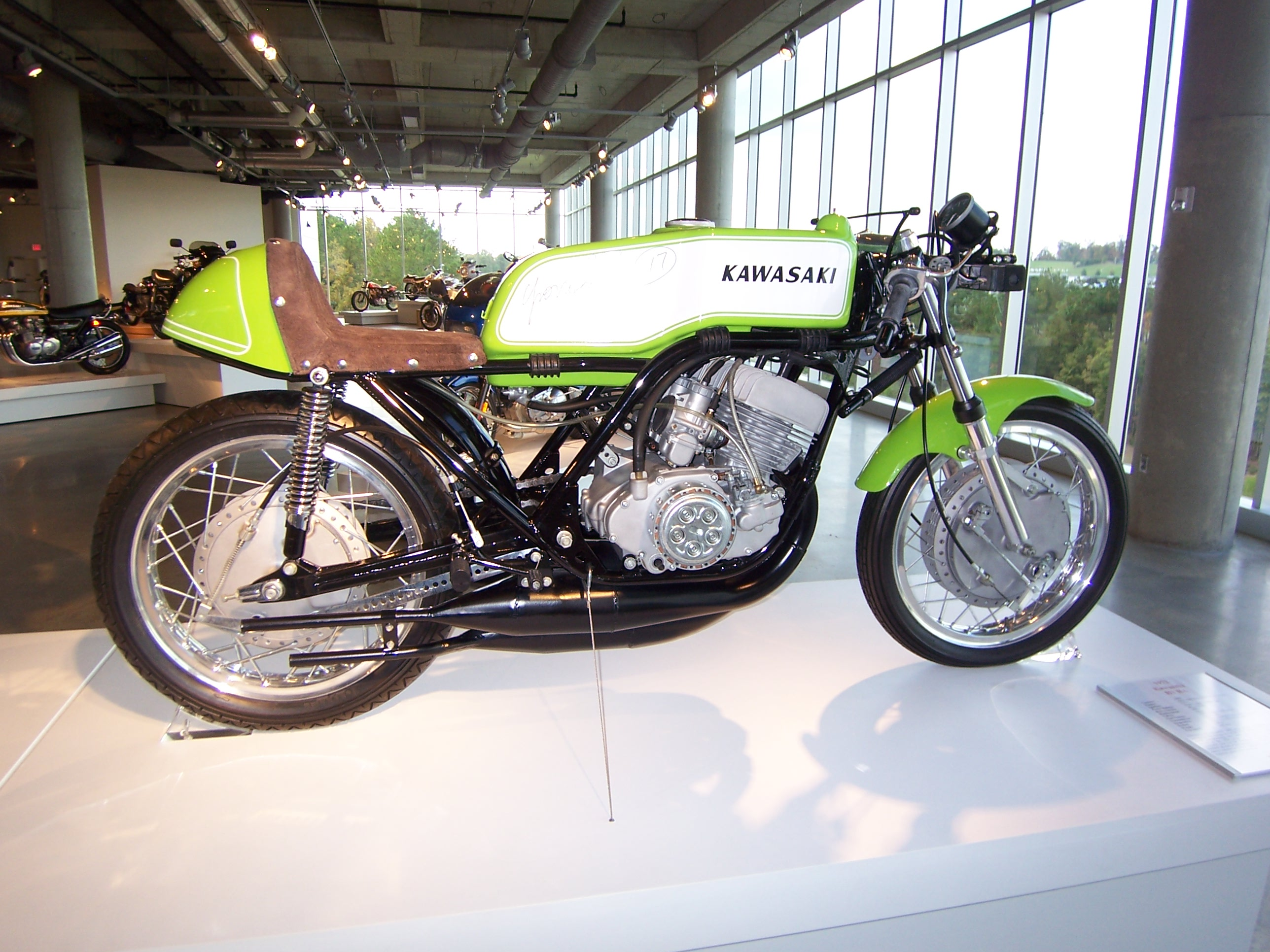
Kawasaki H1R-Rennmaschine von 1972

Ernst Hiller (* 19. November 1928 in Gütersloh; † 27. Februar 2008) war ein deutscher Motorradrennfahrer.
In seiner Karriere wurde er sechsmal Deutscher Motorrad-Straßenmeister in der 500-cm³-Klasse und war wegen seines Berufes auch als „der schnellste Fahrlehrer Deutschlands“ bekannt.

## Karriere
Ernst Hiller arbeitete in der Versuchsabteilung von Rabeneick und bekam so Anfang der 1950er Jahre die Möglichkeit, an Grasbahnrennen, Straßenrennen und Zuverlässigkeitsfahrten teilzunehmen. Zwischen 1951 und 1953 startete er auf Dürkopp und Rabeneick hauptsächlich bei Grasbahnrennen. Sein erstes Straßenrennen bestritt Hiller am 22. Juni 1952 auf dem Kieler Hafenkurs. Er startete dabei auf einem 250-cm³-NSU-OSL-Eigenbaumotorrad des Lizenzfahrers Hans Joachim Klotz und gewann das Rennen auf Anhieb.
1953 ging Ernst Hiller neben NSU auch auf einer der legendären 350er-Boy-Racer-Maschinen von A.J.S. als Ausweisfahrer an den Start. Ab 1954 hatte er den Status des Lizenzfahrers inne. Nachdem er 1955 eine 500-cm³-Matchless-G45 pilotiert hatte, trat Hiller ab 1956 auf einer BMW 500 RS an. Bereits beim ersten Rennen auf der neuen Maschine beim Leipziger Stadtparkrennen feierte der Gütersloher den ersten Sieg. Bei der Dutch TT desselben Jahres debütierte er mit dem sechsten Platz in der Motorrad-Weltmeisterschaft. Bis 1961 nahm er sporadisch, meist bei den Läufen in den Niederlanden und in Westdeutschland, an WM-Läufen teil. Seine beste WM-Platzierung erreichte Hiller 1958, als er mit acht Punkten Siebenter der 500-cm³-Weltmeisterschaft wurde.
In der Deutschen Meisterschaft wurde Ernst Hiller in der zweiten Hälfte der 1950er Jahre zum erfolgreichsten BMW-Privatfahrer. 1957, 1958 und 1959 sicherte er sich mit seiner Königswellen-BMW jeweils den Titel in der 500-cm³-Klasse. Im Jahr 1960 folgte nach einem schweren Sturz im italienischen Imola, bei dem sich Hiller einen Bruch der Wirbelsäule zuzog, der Verkauf der BMW. In der Deutschen 500-cm³-Meisterschaft belegte der Gütersloher auf Matchless G50 den zweiten Platz. Nach einem weiteren 500er-DM-Titel 1962, diesmal wieder auf BMW, beendete Hiller seine aktive Laufbahn vorerst.
1970 nahm Ernst Hiller nach sieben Jahren Abstinenz erstmals wieder an Rennen teil, nachdem er von Detlev Louis eine Kawasaki H1R angeboten bekommen und das Motorrad schließlich gekauft hatte. In den folgenden Jahren war er gemeinsam mit Sohn Reinhard unterwegs, der ebenfalls aktiver Motorradrennfahrer war. Mit dem Dreizylinder-Zweitakter startete er wieder in der 500er-Klasse der Deutschen Meisterschaft und sicherte sich sogleich seinen fünften Titel. Nach der Vize-Meisterschaft 1971 gewann Hiller 1972, mittlerweile 43-jährig, auf der Kawasaki seinen sechsten und zugleich letzten DM-Titel. Auch in der Motorrad-WM ging der Gütersloher wieder an den Start. Beim Großen Preis der DDR 1971 erreichte er auf der Kawasaki auf dem Sachsenring mit Platz drei hinter Giacomo Agostini (MV Agusta) und dem Neuseeländer Keith Turner (Suzuki) seine erste Podiumsplatzierung. 1973 gelang Hiller auf König bei seinem Heim-Grand-Prix auf dem Hockenheimring wiederum der dritte Rang. Durch den sechsten Platz von Sohn Reinhard bei diesem Lauf gewannen zum ersten Mal in der Geschichte der Motorrad-Weltmeisterschaft Vater und Sohn in einem Rennen Punkte.
Ernst Hiller startete noch bis 1977 bei nationalen und internationalen Rennen, bereits ab 1976 arbeitete er als Trainer beim internationalen Fahrerlehrgang Besser fahren mit BMW am Nürburgring. Von 1998 bis zu seinem Tod 2008 nahm er an zahlreichen Veteranenrennen und Classic-Demofahrten teil. Bis heute ist Ernst Hiller einer der wenigen deutschen Fahrer, dem in der Königsklasse des Motorradrennsports Podiumsplatzierungen gelangen.